# Radek Štěpánek
Radek Štěpánek (ur. 27 listopada 1978 w Karwinie) – czeski tenisista, zwycięzca turniejów wielkoszlemowych w grze podwójnej, zdobywca Pucharu Davisa w latach 2012–2013, brązowy medalista igrzysk olimpijskich w Rio de Janeiro (2016) w grze mieszanej.
Prywatnie w grudniu 2006 roku Štěpánek zaręczył się z Martiną Hingis, jednak 12 sierpnia 2007 roku para się rozstała. Obecnie jest mężem czeskiej tenisistki, Nicole Vaidišovej. Para pobrała się 17 lipca 2010 roku w Pradze. W 2013 małżeństwo rozpadło się, po czym w 2018 nastąpił ich ponowny ślub.

## Kariera tenisowa
Karierę tenisową Štěpánek rozpoczął w roku 1996. Pierwsze sukcesy szczebla ATP World Tour Czech zaczął odnosić od roku 1999, kiedy to dotarł do finału rozgrywek deblowych wspólnie z Martinem Dammem w Pradze. W finale czeski debel pokonał parę Mark Keil i Nicolás Lapentti. W 2000 roku nie odniósł większych sukcesów, dopiero w 2001 roku zanotował lepsze rezultaty; awansował do pięciu finałów w grze podwójnej, z których trzy wygrał, najpierw Estoril (w parze z Michalem Tabarą), potem w Monachium (z Petrem Luxą) i w Wiedniu (z Martinem Dammem).
W roku 2002 Štěpánek osiągnął kolejne finały turniejowe w deblu, wygrywając w Monachium z Petrem Luxą. Dodatkowo awansował do finału wielkoszlemowego US Open. Partnerem deblowym Czecha był Jiří Novák, jednak finałowe spotkanie przegrali z Maheshem Bhupathim i Maksem Mirnym.
Rok 2003 Czech zakończył mając w swoim dorobku zwycięstwo deblowe Petrem Luxą w Mediolanie. W finale pokonali innych Czechów, Tomáša Cibuleca oraz Pavela Víznera.
Sezon 2004 Štěpánek rozpoczął od finału gry podwójnej w Rotterdamie, gdzie razem z Paulem Hanleyem wygrali cały turniej. Następnie partnerując Jiříemu Novákowi odniósł zwycięstwo w Stuttgarcie. Trzeci w sezonie turniej Štěpánek wygrał w Delray Beach. Ponadto osiągnął również z Jonasem Björkmanem finał zawodów w Lyonie oraz awansował do pierwszego w karierze finału w grze pojedynczej, na kortach w Paryżu, podczas rozgrywek ATP Masters Series. Mecz finałowy Czech przegrał jednak z Maratem Safinem.
Kolejny rok, 2005, Štěpánek rozpoczął od wygranych w deblu w Marsylii i Dubaju. W obu turniejach grał w parze z Martinem Dammem. Do końca sezonu awansował również do finału singla w Ho Chi Minh, gdzie w finale nie sprostał Jonasowi Björkmanowi oraz Mediolanie, przegrywając decydującą rundę z Robinem Söderlingiem.
W 2006 roku, na początku sezonu, Štěpánek wygrał swój pierwszy turniej ATP World Tour w grze pojedynczej, w Rotterdamie, eliminując po drodze m.in. Novaka Đokovicia, Nikołaja Dawydienkę, a w finale Belga Christophe Rochusa. Wspólnie z Dammem triumfował też w rozgrywkach deblowych w Marsylii oraz awansował do finału singla w Hamburgu, gdzie przegrał z Tommym Robredo.
Rok 2007 Czech zainaugurował od finału debla w Adelaide (w parze z Novakiem Đokoviciem), lecz w finale przegrali z Wesleyem Moodiem i Toddem Perrym. W marcu zagrał w finale debla z Maheshem Bhupathim w Dubaju (porażka z parą Fabrice’a Santoro-Nenad Zimonjić) oraz w lipcu zwyciężył w grze pojedynczej, na twardych kortach w Los Angeles, eliminując po drodze m.in. Mardy'ego Fisha i w finale Jamesa Blake’a.
W 2008 roku Štěpánek osiągnął jeden turniejowy finał, w San José. Mecz o tytuł przegrał z Amerykaninem Andym Roddickiem. Latem zagrał na igrzyskach olimpijskich w Pekinie, z których odpadł w I rundach zawodów singlowych i deblowych.
Sezon 2009 Czech rozpoczął od wygranej w Brisbane w grze pojedynczej. W drodze po zwycięstwo wyeliminował m.in. Robina Söderlinga, Richarda Gasqueta oraz w finale Hiszpana Fernando Verdasco. W lutym, podczas zawodów w San José, Štěpánek zdobył tytuł mistrzowski zarówno w grze pojedynczej, jak i podwójnej. W singlu pokonał m.in. w półfinale Andy’ego Roddicka, a w finale Mardy'ego Fisha, natomiast w deblu razem z Tommym Haasem pokonali w finale parę Rohan Bopanna-Jarkko Nieminen. Ostatni finał jaki Czech rozegrał w sezonie miał miejsce w Memphis, jednak w finale tym razem przegrał z Roddickiem.
Rok 2010 Štěpánek rozpoczął od finału w Brisbane, gdzie w finale ponownie pokonał go Roddick. Na początku sierpnia awansował z Tomášem Berdychem do finału debla w Waszyngtonie, jednak w finale czeski duet nie sprostał Mardy'emu Fishowi oraz Markowi Knowlesowi.
Na początku sierpnia 2011 roku Czech wygrał swój piąty singlowy turniej, podczas rywalizacji w Waszyngtonie. W pojedynku finałowym pokonał 6:4, 6:4 Gaëla Monfilsa.
W sezonie 2012 Czech wygrał pierwszy finał wielkoszlemowego turnieju deblowego, którym był Australian Open. W finale, w parze z Leanderem Paesem pokonali Boba i Mike’a Bryanów wynikiem 7:6(1), 6:2. Kolejny tytuł para zdobyła w Miami zwyciężając w finale z Maksem Mirnym oraz Danielem Nestorem. We wrześniu Paes ze Štěpánkiem awansowali do finału gry podwójnej na US Open ponosząc jednak porażkę w finałowym pojedynku z braćmi Bryanami. W październiku debel wystąpił w finale turnieju w Tokio, gdzie zawodnicy przegrali z Alexanderem Peyą i Bruno Soaresem. W następnym tygodniu para zwyciężyła w rozgrywkach deblowych w Szanghaju, gdzie w finale zawodnicy pokonali Mahesha Bhupathiego i Rohana Bopannę. Štěpánek w sezonie 2012 wystąpił również na igrzyskach olimpijckich w Londynie. Wziął udział we wszystkich konkurencjach najdalej dochodząc do II rundy zawodów gry podwójnej.
Pierwszy finał do jakiego Czech awansował w sezonie 2013 miał miejsce na początku sierpnia, w Waszyngtonie w grze podwójnej. Startował w parze z Mardym Fishem, jednak finałowe spotkanie przegrali z Julienem Benneteau i Nenadem Zimonjiciem. Na początku września Štěpánek wspólnie z Leanderem Paesem triumfowali w US Open. Para czesko-hinduska wyeliminowała po drodze bliźniaków Boba i Mike’a Bryanów, a w finale Alexandera Peyę i Bruno Soaresa.
W lipcu 2015 roku Štěpánek osiągnął pierwszy deblowy finał od prawie dwóch lat. Razem z Édouardem Rogerem-Vasselinem pokonali w meczu mistrzowskim w Bogocie Mate Pavicia i Michaela Venusa wynikiem 7:5, 6:3.
W styczniu 2016 roku Czech został finalistą Australian Open, grając wspólnie z Danielem Nestorem. Para ta przegrała decydujący mecz z Jamiem Murrayem i Brunem Soaresem 6:2, 4:6, 5:7. W sierpniu zdobył brązowy medal igrzysk olimpijskich w Rio de Janeiro w grze mieszanej partnerując Lucie Hradeckiej. Czeska para
spotkanie o finał przegrała z duetem Bethanie Mattek-Sands–Jack Sock, natomiast pojedynek o brązowy medal wygrała 6:1, 7:5 z Sanią Mirzą i Rohanem Bopanną.
W styczniu 2017 roku czeski tenisista został wspólnie z Vaskiem Pospisilem finalistą zawodów deblowych w Doha. W listopadzie ogłosił zakończenie kariery tenisowej.
Od roku 2003 Štěpánek reprezentował Czechy w Pucharze Davisa. W 2009 awansował wraz z drużyną do finału rozgrywek, eliminując po drodze Francję, Argentynę i Chorwację. W ćwierćfinale przeciwko Argentynie zdobył decydujący punkt przy stanie 2:2 w rywalizacji, pokonując Juana Mónaco. W finale jednak Czesi przegrali 0:5 z Hiszpanią. W 2012 roku razem z reprezentacją zwyciężył w rozgrywkach, pokonując we wcześniejszych rundach Włochy, Serbię, Argentynę oraz Hiszpanię wynikiem 3:2 w finale.
Najwyżej sklasyfikowany w rankingu singlistów Štěpánek był na 8. miejscu w połowie lipca 2006 roku, z kolei w zestawieniu deblistów w listopadzie 2012 roku zajmował 4. pozycję.

### Kariera trenerska
1 grudnia 2017 dołączył do sztabu szkoleniowego serbskiego tenisisty Novaka Đokovicia. Ich współpraca zakończyła się w kwietniu 2018.
Od maja 2019 razem z Andre Agassim trenuje bułgarskiego zawodnika, Grigora Dimitrowa.

### Finały w turniejach ATP World Tour
| Legenda                                      |
| -------------------------------------------- |
| Wielki Szlem                                 |
| Igrzyska olimpijskie                         |
| Tennis Masters Cup / ATP Finals              |
| ATP Masters Series / ATP Tour Masters 1000   |
| ATP International Series Gold / ATP Tour 500 |
| ATP International Series / ATP Tour 250      |

#### Gra pojedyncza (5–7)
| Końcowy wynik | Nr | Data                | Turniej     | Nawierzchnia    | Przeciwnik        | Wynik finału        |
| ------------- | -- | ------------------- | ----------- | --------------- | ----------------- | ------------------- |
| Finalista     | 1. | 7 listopada 2004    | Paryż       | Dywanowa (hala) | Marat Safin       | 3:6, 6:7, 3:6       |
| Finalista     | 2. | 6 lutego 2005       | Mediolan    | Dywanowa (hala) | Robin Söderling   | 3:6, 7:6(2), 6:7(5) |
| Finalista     | 3. | 2 października 2005 | Ho Chi Minh | Dywanowa (hala) | Jonas Björkman    | 3:6, 6:7(4)         |
| Zwycięzca     | 1. | 26 lutego 2006      | Rotterdam   | Twarda (hala)   | Christophe Rochus | 6:0, 6:3            |
| Finalista     | 4. | 21 maja 2006        | Hamburg     | Ceglana         | Tommy Robredo     | 1:6, 3:6, 3:6       |
| Zwycięzca     | 2. | 22 lipca 2007       | Los Angeles | Twarda          | James Blake       | 7:6(7), 5:7, 6:2    |
| Finalista     | 5. | 24 lutego 2008      | San Jose    | Twarda (hala)   | Andy Roddick      | 4:6, 5:7            |
| Zwycięzca     | 3. | 11 stycznia 2009    | Brisbane    | Twarda          | Fernando Verdasco | 3:6, 6:3, 6:4       |
| Zwycięzca     | 4. | 15 lutego 2009      | San Jose    | Twarda (hala)   | Mardy Fish        | 3:6, 6:4, 6:2       |
| Finalista     | 6. | 22 lutego 2009      | Memphis     | Twarda (hala)   | Andy Roddick      | 5:7, 5:7            |
| Finalista     | 7. | 10 stycznia 2010    | Brisbane    | Twarda          | Andy Roddick      | 6:7(2), 6:7(7)      |
| Zwycięzca     | 5. | 7 sierpnia 2011     | Waszyngton  | Twarda          | Gaël Monfils      | 6:4, 6:4            |

#### Gra podwójna (18–15)
| Końcowy wynik | Nr  | Data                 | Turniej                    | Nawierzchnia    | Partner                | Przeciwnicy                     | Wynik finału      |
| ------------- | --- | -------------------- | -------------------------- | --------------- | ---------------------- | ------------------------------- | ----------------- |
| Zwycięzca     | 1.  | 2 maja 1999          | Praga                      | Ceglana         | Martin Damm            | Mark Keil Nicolás Lapentti      | 6:0, 6:2          |
| Zwycięzca     | 2.  | 15 kwietnia 2001     | Estoril                    | Ceglana         | Michal Tabara          | Donald Johnson Nenad Zimonjić   | 6:4, 6:1          |
| Zwycięzca     | 3.  | 6 maja 2001          | Monachium                  | Ceglana         | Petr Luxa              | Jaime Oncins Daniel Orsanic     | 5:7, 6:2, 7:6(5)  |
| Finalista     | 1.  | 6 sierpnia 2001      | Long Island                | Twarda          | Leoš Friedl            | Jonathan Stark Kevin Ullyett    | 1:6, 4:6          |
| Finalista     | 2.  | 30 września 2001     | Hongkong                   | Twarda          | Petr Luxa              | Karsten Braasch André Sá        | 0:6, 5:7          |
| Zwycięzca     | 4.  | 14 października 2001 | Wiedeń                     | Twarda (hala)   | Martin Damm            | Jiří Novák David Rikl           | 6:3, 6:2          |
| Finalista     | 3.  | 17 lutego 2002       | Kopenhaga                  | Twarda (hala)   | Jiří Novák             | Julian Knowle Michael Kohlmann  | 6:7(8), 5:7       |
| Zwycięzca     | 5.  | 5 maja 2002          | Monachium                  | Ceglana         | Petr Luxa              | Petr Pála Pavel Vízner          | 6:0, 6:7(4), 11–9 |
| Finalista     | 4.  | 7 września 2002      | US Open, Nowy Jork         | Twarda          | Jiří Novák             | Mahesh Bhupathi Maks Mirny      | 3:6, 6:3, 4:6     |
| Finalista     | 5.  | 13 października 2002 | Wiedeń                     | Twarda (hala)   | Jiří Novák             | Joshua Eagle Sandon Stolle      | 4:6, 3:6          |
| Zwycięzca     | 6.  | 2 lutego 2003        | Mediolan                   | Dywanowa (hala) | Petr Luxa              | Tomáš Cibulec Pavel Vízner      | 6:4, 7:6(4)       |
| Finalista     | 6.  | 17 stycznia 2004     | Auckland                   | Twarda          | Jiří Novák             | Mahesh Bhupathi Fabrice Santoro | 6:4, 5:7, 3:6     |
| Zwycięzca     | 7.  | 22 lutego 2004       | Rotterdam                  | Twarda (hala)   | Paul Hanley            | Jonatan Erlich Andy Ram         | 5:7, 7:6(5), 7:5  |
| Zwycięzca     | 8.  | 18 lipca 2004        | Stuttgart                  | Ceglana         | Jiří Novák             | Simon Aspelin Todd Perry        | 6:2, 6:4          |
| Zwycięzca     | 9.  | 19 września 2004     | Delray Beach               | Twarda          | Leander Paes           | Gastón Etlis Martín Rodríguez   | 6:0, 6:3          |
| Finalista     | 7.  | 10 października 2004 | Lyon                       | Dywanowa (hala) | Jonas Björkman         | Jonatan Erlich Andy Ram         | 6:7(2), 2:6       |
| Zwycięzca     | 10. | 13 lutego 2005       | Marsylia                   | Twarda (hala)   | Martin Damm            | Mark Knowles Daniel Nestor      | 7:6(4), 7:6(5)    |
| Zwycięzca     | 11. | 27 lutego 2005       | Dubaj                      | Twarda          | Martin Damm            | Jonas Björkman Fabrice Santoro  | 6:2, 6:4          |
| Zwycięzca     | 12. | 19 lutego 2006       | Marsylia                   | Twarda (hala)   | Martin Damm            | Mark Knowles Daniel Nestor      | 6:2, 6:7(4), 10–3 |
| Finalista     | 8.  | 7 stycznia 2007      | Adelaide                   | Twarda          | Novak Đoković          | Wesley Moodie Todd Perry        | 4:6, 6:3, 13–15   |
| Finalista     | 9.  | 3 marca 2007         | Dubaj                      | Twarda          | Mahesh Bhupathi        | Fabrice Santoro Nenad Zimonjić  | 5:7, 7:6(3), 7–10 |
| Zwycięzca     | 13. | 15 lutego 2009       | San Jose                   | Twarda (hala)   | Tommy Haas             | Rohan Bopanna Jarkko Nieminen   | 6:2, 6:3          |
| Finalista     | 10. | 8 sierpnia 2010      | Waszyngton                 | Twarda          | Tomáš Berdych          | Mardy Fish Mark Knowles         | 6:4, 6:7(7), 7–10 |
| Zwycięzca     | 14. | 28 stycznia 2012     | Australian Open, Melbourne | Twarda          | Leander Paes           | Bob Bryan Mike Bryan            | 7:6(1), 6:2       |
| Zwycięzca     | 15. | 31 marca 2012        | Miami                      | Twarda          | Leander Paes           | Maks Mirny Daniel Nestor        | 3:6, 6:1, 10–8    |
| Finalista     | 11. | 7 września 2012      | US Open, Nowy Jork         | Twarda          | Leander Paes           | Bob Bryan Mike Bryan            | 3:6, 4:6          |
| Finalista     | 12. | 7 października 2012  | Tokio                      | Twarda          | Leander Paes           | Alexander Peya Bruno Soares     | 3:6, 6:7(5)       |
| Zwycięzca     | 16. | 14 października 2012 | Szanghaj                   | Twarda          | Leander Paes           | Mahesh Bhupathi Rohan Bopanna   | 6:7(7), 6:3, 10–5 |
| Finalista     | 13. | 4 sierpnia 2013      | Waszyngton                 | Twarda          | Mardy Fish             | Julien Benneteau Nenad Zimonjić | 6:7(5), 5:7       |
| Zwycięzca     | 17. | 8 września 2013      | US Open, Nowy Jork         | Twarda          | Leander Paes           | Alexander Peya Bruno Soares     | 6:1, 6:3          |
| Zwycięzca     | 18. | 26 lipca 2015        | Bogota                     | Twarda          | Édouard Roger-Vasselin | Mate Pavić Michael Venus        | 7:5, 6:3          |
| Finalista     | 14. | 30 stycznia 2016     | Australian Open, Melbourne | Twarda          | Daniel Nestor          | Jamie Murray Bruno Soares       | 6:2, 4:6, 5:7     |
| Finalista     | 15. | 6 stycznia 2017      | Doha                       | Twarda          | Vasek Pospisil         | Jérémy Chardy Fabrice Martin    | 4:6, 6:7(3)       |

### Starty wielkoszlemowe (gra pojedyncza)
| Turniej          | 2002  | 2003  | 2004  | 2005  | 2006  | 2007  | 2008  | 2009  | 2010  | 2011  | 2012  | 2013  | 2014  | 2015  | 2016  | 2017  | Wygrane turnieje | Bilans w turnieju |
| ---------------- | ----- | ----- | ----- | ----- | ----- | ----- | ----- | ----- | ----- | ----- | ----- | ----- | ----- | ----- | ----- | ----- | ---------------- | ----------------- |
| Australian Open  | –     | 3R    | 2R    | 3R    | 2R    | 3R    | 1R    | 3R    | 1R    | 2R    | 1R    | 3R    | 1R    | –     | 2R    | 2R    | 0 / 14           | 15–14             |
| French Open      | –     | 2R    | 1R    | 3R    | 3R    | 2R    | 4R    | 3R    | –     | 1R    | 1R    | 1R    | 3R    | 2R    | 1R    | –     | 0 / 12           | 14–12             |
| Wimbledon        | 3R    | 3R    | 2R    | 2R    | QF    | 1R    | 3R    | 4R    | –     | 1R    | 3R    | 2R    | 2R    | 1R    | 1R    | –     | 0 / 14           | 19–14             |
| US Open          | 1R    | 3R    | 1R    | 2R    | –     | 2R    | 3R    | 4R    | 1R    | 2R    | 1R    | 1R    | 1R    | 1R    | 1R    | –     | 0 / 14           | 10–14             |
| Wygrane turnieje | 0 / 2 | 0 / 4 | 0 / 4 | 0 / 4 | 0 / 3 | 0 / 4 | 0 / 4 | 0 / 4 | 0 / 2 | 0 / 4 | 0 / 4 | 0 / 4 | 0 / 4 | 0 / 3 | 0 / 4 | 0 / 1 | 0 / 55           | N/A               |
| Bilans spotkań   | 2–2   | 7–4   | 2–4   | 6–4   | 7–3   | 4–4   | 7–4   | 10–4  | 0–2   | 2–4   | 2–4   | 3–4   | 3–4   | 1–3   | 1–4   | 1–1   | N/A              | 58–55             |

- W latach 1996–2001 nie grał w turnieju wielkoszlemowym.